# 알백
알백은 이스트소프트에서 만든 PC 복구 소프트웨어로 사용자가 원하는 PC의 상태를 저장해 두었다가 필요시 저장한 PC의 상태로 복구해 준다. 알툴즈 제품에 속한다.

## 서비스 종료
2015년 10월 30일 알백 서비스가 종료되었다.
1. ↑  https://www.altools.co.kr/support/notice_contents.aspx?idx=1388